# 皂角坝站
皂角坝站是贵阳轨道交通S1线的地铁车站，位于中华人民共和国贵州省贵阳市清镇市102省道东侧，为S1线西端终点站，亦是贵阳轨道交通系统最西端车站，于2024年12月28日开通。

## 车站结构
皂角坝站于102省道东侧呈东西向设置，为地下二层岛式站台车站，车站长236米，车站地下一层为站厅层，地下二层为站台层。车站西侧设置一条单渡线，东侧设置两条存车线，供S1线车辆停放折返使用，并接入皂角坝车辆段。
| 地面              | 出入口 | B、D出入口                                                                              |
| 地下一层          | 站厅   | 客服中心、自动售票机、验票机                                                            |
| 地下二层          | 站台   | \| \| \| █ S1线落客 \| \| 島式 · 開左邊车门 \| \| \| \| \| \| █ S1线往望城坡（贵安） \| |
|                   |        | █ S1线落客                                                                              |
| 島式 · 開左邊车门 |        |                                                                                         |
|                   |        | █ S1线往望城坡（贵安）                                                                  |

## 车站出口
皂角坝站目前开放2个出入口，各出口及周围设施如下所示：
| 编号                | 出入口信息                | 照片 | 无障碍设施 |
| ------------------- | ------------------------- | ---- | ---------- |
| B · 出口 · （设有） | 102省道                   |      |            |
| D · 出口 · （设有） | 贵安新区中八一小，102省道 |      |            |
| 图例： 设有         |                           |      |            |

## 接驳交通

### 公交车
- 招呼站：清镇8路

## 车站历史
本站工程名与正式名均为皂角坝站，站名来自车站所处的皂角坝片区。
- 2022年7月31日，车站主体结构封顶[2]。
- 2024年12月28日，车站随S1线工程通车开通[1]。